# Bianca Santos
Bianca Alexa Santos (Santa Monica, 26 luglio 1990) è un'attrice e produttrice cinematografica statunitense di origini cubane e brasiliane nota per i ruoli di Lexi Rivera nella serie drammatica The Fosters e di Maya in Legacies.

## Biografia
Santos è nata il 26 luglio 1990 a Santa Monica, in California. Suo padre, Carlos Santos, è brasiliano di Rio de Janeiro e sua madre, Carmen Carnot, cubana dell'Avana. Santos parla correntemente spagnolo e portoghese. Ha frequentato la California Lutheran University, specializzandosi in psicologia e laureandosi in sociologia.
Nel maggio 2013 è stato annunciato che Santos si sarebbe unita al cast della serie drammatica The Fosters, interpretando il ruolo ricorrente di Lexi Rivera. Successivamente Santos ha recitato nel ruolo di Isabelle nel film horror del 2014 Ouija.
Santos è stata scelta per il ruolo principale di Lucy Velez nella serie comica di MTV Happyland. Nel 2015 ha interpretato la migliore amica del personaggio di Mae Whitman nel film commedia per ragazzi L'A.S.S.O. nella manica. È apparsa anche in film Priceless (2016) e nel 2019 e stata scelta per il ruolo di Maya in Legacies, spinoff di The Vampire Diaries.

## Filmografia

### Cinema
- The Player, regia di Relmondo P. Maeder - cortometraggio (2013)
- Bitter Strippers, regia di Lindsay Golder e Paige Pearl - cortometraggio (2013)
- Ouija, regia di Stiles White (2014)
- L'A.S.S.O. nella manica (The Duff), regia di Ari Sandel (2015)
- Little Dead Rotting Hood, regia di Jared Cohn (2016)
- Priceless, regia di Ben Smallbone (2016)
- Wild for the Night, regia di Benny Boom (2016)
- The Golden Year, regia di Salvador Paskowitz - cortometraggio (2016)
- SPF-18, regia di Alex Israel (2017)
- Avenge the Crows, regia di Nathan Gabaeff (2017)
- The Best People, regia di Dan Levy Dagerman (2017)
- Alcoholocaust, regia di Jessica Kantor - cortometraggio (2018)
- Don't Say No, regia di SJ Main Muñoz - cortometraggio (2019)
- Stronghold, regia di Julia Camara (2023)
- Invitation to a Murder, regia di Stephen Shimek (2023)
- Strange Darling, regia di JT Mollner (2023)

### Televisione
- Brodowski & Company, regia di Max Decker – film TV (2013)
- Channing, regia di Max Decker e Veronica Diaz Carranza – film TV (2013)
- Happyland – serie TV, 8 episodi (2014)
- Dream Americano, regia di Max Decker – film TV (2015)
- The Fosters – serie TV, 15 episodi (2013-2016)
- Le pagine dell'amore (Happily Never After), regia di David S. Cass Sr. – film TV (2017)
- Keeping It 100 – serie TV, 4 episodi (2016-2018)
- Cloak & Dagger – serie TV, episodio 2x07 (2019)

- All Rise – serie TV, episodio 1x06 (2019)
- Total Badass Wrestling – serie TV, 10 episodi (2021)
- Legacies – serie TV, 5 episodi (2019-2022)

## Doppiatrici italiane
Nelle versioni in italiano dei suoi film, Bianca Santis è stata doppiata da:
- Greta Menchi in L'A.S.S.O. nella manica
- Giulia Franceschetti in The Foster
- Eva Padoan in Legacies